# زبان وینارایی
زبان وینارایی (به انگلیسی: Winaray)، سامارنونی یا وارای وارایی (به انگلیسی: Waray-Waray) از زبان‌های آسترونزیایی و پنجمین زبان بومی در فیلیپین است که حدود ۳٫۴ میلیون نفر گویشور دارد و در سال ۲۰۰۰ تدوین شد.